# Alfio Rapisarda
Alfio Rapisarda (Zafferana Etnea, 3 de setembro de 1933) é um arcebispo católico pertencente ao serviço diplomático da Santa Sé e núncio apostólico emérito de Portugal.

## Biografia
Alfio Rapisarda foi ordenado padre no dia 14 de julho de 1957, pelo Arcebispo Guido Luigi Bentivoglio, O. Cist. †, e incardinado na Arquidiocese de Catânia. Licenciou-se em Direito Canônico. Tendo ingressado no serviço diplomático da Santa Sé em 1962, trabalhou posteriormente nas representações papais em Honduras, Brasil, França, Iugoslávia e Líbano. Ele sabe francês, espanhol, inglês e português.
Rapisarda foi nomeado pelo Papa João Paulo II como arcebispo titular de Canas e Núncio Apostólico na Bolívia em 22 de abril de 1979. Recebeu a ordenação episcopal no dia 22 de maio seguinte, na Basílica de São Pedro, pelo Papa João Paulo II; os principais co-consagradores foram Duraisamy Simon Lourdusamy, Arcebispo Emérito de Bangalore, e Eduardo Martínez Somalo, Arcebispo Titular de Thagora.
Em seguida, foi nomeado Pró-Núncio Apostólico no Zaire em 29 de janeiro de 1985 até ser transferido para o Brasil em 2 de junho de 1992. Por fim, em 12 de outubro de 2002, Dom Alfio foi nomeado núncio no Portugal.
Durante seu serviço, em 2004, Portugal e a Santa Sé assinaram uma nova concordata, substituindo uma desatualizada de 1940.
O Papa Bento XVI aceitou a sua renúncia em 8 de novembro de 2008.